# Luigi Capponi
Luigi Capponi (Firenze, 1583 – Roma, 7 aprile 1659) è stato un cardinale, arcivescovo cattolico e bibliotecario italiano.

## Biografia
Nacque da Francesco di Francesco Capponi e Lodovica di Ristoro Machiavelli. Intrapresa la carriera ecclesiastica studiò a Roma e a Perugia, laureandosi all'Università la Sapienza in legge. Quale discendente di una delle più illustri famiglie fiorentine, Papa Leone XI (Alessandro de' Medici) lo nominò tesoriere della Camera apostolica nel 1605 e nonostante il brevissimo pontificato del Medici, Papa Paolo V gli confermò la sua fiducia ammettendolo nella ristretta cerchia dei suoi consiglieri e collaboratori. Venne inviato come legato a Bologna il 27 agosto del 1614, dove fu incaricato di valutare e coordinare le iniziative volute dal pontefice per la bonifica del delta del Po e la regolamentazione delle acque nella regione.
Per motivi di salute lasciò la città, ma rimase legato ad Alessandro Ludovisi, arcivescovo di Bologna, che salì al soglio pontificio con il nome di Gregorio XV nel 1621: il nuovo pontefice lo nominò arcivescovo di Ravenna, carica che ricoprì per oltre venticinque anni. A Ravenna curò molto la diocesi, fece una visita pastorale nelle parrocchie e indisse un sinodo diocesano nel 1627 e uno provinciale nel 1632. Abbellì la Cattedrale e il Palazzo arcivescovile.
Nel 1642 volle con sé, come teologo privato, lo scotista Bartolomeo Mastri da Meldola.
Nel 1645 rinunciò alla diocesi per suo nipote Luca Torrigiani, stabilendosi a Roma. Già dal 1623 faceva parte della Congregazione de Propaganda Fide, composta da cardinali che coordinavano l'attività missionaria. Dopo la fuga da Roma del cardinale Antonio Barberini il Giovane, per l'ostilità con il nuovo pontefice Innocenzo X Pamphili, il Capponi gli successe nella carica di proprefetto.
In quegli anni Propaganda Fide si scontrò con gli interessi dei gesuiti e il Capponi cercò di conciliare le esigenze di entrambi, riconoscendo loro una certa autonomia nei territori di missione.
Nell'agosto 1649 fu nominato bibliotecario della Vaticana, incarico che mantenne fino alla morte. Qui ebbe validi collaboratori e regolò il restauro dei manoscritti, i doveri dei custodi, le modalità per la consultazione, la politica dei nuovi acquisti, eccetera.
Trascorse gli ultimi anni della sua vita a Roma e nella sua villa a Frascati. Morì nel 1659 e venne sepolto a San Lorenzo in Lucina, chiesa della quale era stato cardinale titolare. Nel suo testamento lasciò una parte dei suoi beni alla Propaganda Fide perché facesse costruire e attrezzare una stamperia, mentre tutti i manoscritti della sua raccolta privata furono donati alla Biblioteca Vaticana.

## Genealogia episcopale e successione apostolica
La genealogia episcopale è:
- Cardinale François de Joyeuse
- Cardinale Jacques du Perron
- Cardinale Roberto Ubaldini
- Cardinale Luigi Capponi

La successione apostolica è:
- Patriarca Diofebo Farnese (1621)
- Arcivescovo Basilio Cacace, C.R. (1624)
- Vescovo Sebastian Müller (1631)
- Arcivescovo Luca Torrigiani (1645)

## Ascendenza
|                      |                     |                        | Genitori                   |  |  | Nonni |  |  | Bisnonni        |  |  | Trisnonni     |  |
|                      |                     |                        |                            |  |  |       |  |  | Niccolò Capponi |  |  | Piero Capponi |  |
|                      |                     |                        |                            |  |  |       |  |  | Niccolò Capponi |  |  | Piero Capponi |  |
|                      |                     | Nicolosa Guicciardini  |                            |  |  |       |  |  | Niccolò Capponi |  |  |               |  |
| Piero Capponi        |                     |                        |                            |  |  |       |  |  | Niccolò Capponi |  |  |               |  |
|                      |                     | Alessandra Strozzi     | Filippo Strozzi il Vecchio |  |  |       |  |  |                 |  |  |               |  |
|                      |                     | Alessandra Strozzi     | Filippo Strozzi il Vecchio |  |  |       |  |  |                 |  |  |               |  |
|                      |                     | Alessandra Strozzi     | Selvaggia Gianfigliazzi    |  |  |       |  |  |                 |  |  |               |  |
| Francesco Capponi    |                     | Alessandra Strozzi     |                            |  |  |       |  |  |                 |  |  |               |  |
|                      |                     | Francesco Guicciardini | Piero Guicciardini         |  |  |       |  |  |                 |  |  |               |  |
|                      |                     | Francesco Guicciardini | Piero Guicciardini         |  |  |       |  |  |                 |  |  |               |  |
|                      |                     | Francesco Guicciardini | Simona Gianfigliazzi       |  |  |       |  |  |                 |  |  |               |  |
| Simona Guicciardini  |                     | Francesco Guicciardini |                            |  |  |       |  |  |                 |  |  |               |  |
|                      |                     | Maria Salviati         | Alemanno Salviati          |  |  |       |  |  |                 |  |  |               |  |
|                      |                     | Maria Salviati         | Alemanno Salviati          |  |  |       |  |  |                 |  |  |               |  |
|                      |                     | Maria Salviati         | Lucrezia Capponi           |  |  |       |  |  |                 |  |  |               |  |
| Luigi Capponi        |                     | Maria Salviati         |                            |  |  |       |  |  |                 |  |  |               |  |
|                      | Lorenzo Machiavelli | Niccolò Machiavelli    |                            |  |  |       |  |  |                 |  |  |               |  |
|                      | Lorenzo Machiavelli | Niccolò Machiavelli    |                            |  |  |       |  |  |                 |  |  |               |  |
|                      | Lorenzo Machiavelli | Antonia Dini           |                            |  |  |       |  |  |                 |  |  |               |  |
| Ristoro Machiavelli  | Lorenzo Machiavelli |                        |                            |  |  |       |  |  |                 |  |  |               |  |
|                      |                     | Ginevra Serristori     | Ristoro Serristori         |  |  |       |  |  |                 |  |  |               |  |
|                      |                     | Ginevra Serristori     | Ristoro Serristori         |  |  |       |  |  |                 |  |  |               |  |
|                      |                     | Ginevra Serristori     | …                          |  |  |       |  |  |                 |  |  |               |  |
| Lodovica Machiavelli |                     | Ginevra Serristori     |                            |  |  |       |  |  |                 |  |  |               |  |
|                      |                     | Ludovico Alamanni      | …                          |  |  |       |  |  |                 |  |  |               |  |
|                      |                     | Ludovico Alamanni      | …                          |  |  |       |  |  |                 |  |  |               |  |
|                      |                     | Ludovico Alamanni      | …                          |  |  |       |  |  |                 |  |  |               |  |
| Simona Alamanni      |                     | Ludovico Alamanni      |                            |  |  |       |  |  |                 |  |  |               |  |
|                      |                     | …                      | …                          |  |  |       |  |  |                 |  |  |               |  |
|                      |                     | …                      | …                          |  |  |       |  |  |                 |  |  |               |  |
|                      |                     | …                      | …                          |  |  |       |  |  |                 |  |  |               |  |
|                      |                     | …                      |                            |  |  |       |  |  |                 |  |  |               |  |